# 의령 전화리 칠우정
의령 전화리 칠우정(宜寧 全火里 七友亭)은 대한민국 경상남도 의령군 낙서면에 있는 건축물이다. 2010년 12월 9일 경상남도의 문화재자료 제518호로 지정되었다.

## 개요
운봉현감을 지낸 이장성의 14대손 이운수가 형제 6명(운수, 운학, 운택, 운조, 운모, 운태, 운한)과 함께 1914년 건립한 정사이다.

## 지정 사유
칠우정은 건물 보존상태가 양호하고 의장수법․구조가 20세기 초의 지방 부호의 건축 양상을 이해하는 중요한 사료이다.

## 참고 자료
- 의령 전화리 칠우정 - 국가유산청 국가유산포털